# 松田裕美
松田 裕美（まつだ ひろみ、1967年8月1日 - ）は日本の実業家、起業家。ネットショップのクラフトバンド専門店、株式会社エムズファクトリーの代表取締役。一般社団法人クラフトバンドエコロジー協会の代表理事。2003年に創業し、2006年に株式化する。2012年、本社ビルを茂原駅前に購入。2015年、市内卸団地に受注センターと出荷部を併設した工場を購入。著書は、学研をはじめ多数。

## 人物・来歴
長崎県佐世保市出身。子供3人を出産後36歳で起業する。フジテレビ「にじいろジーン」を皮切りに多数のテレビに出演、クラフトバンドブームを起こす。クラフトバンドエコロジー協会のクラフトバンド実技講座は、2017年に文部科学省認定通信教育の認可を受け、現在4000名の入会者と講師が在籍している。2019年に国立新美術館で開催された21世紀アートボーダレス展JAPANにて、衆議院議員北村経夫賞を受賞。2020年にアメリカのカリフォルニア州トーランスにて会社設立。

## 経歴
1967年　長崎県出身
2003年　千葉県で創業
2006年　株式会社エムズファクトリー設立　代表取締役就任
2006年　クラフトバンドエコロジー協会設立　会長就任
2006年　企業出版をはじめる
2012年　茂原駅前に本社ビル設立
2013年　被災地復興応援プロジェクト開始
2013年　一般社団法人へ改組　代表理事就任
2014年　作品展開催：日本橋三越/ロフト西武渋谷/ラフォーレ原宿　
2015年　茂原卸団地自社ビルへ受注・出荷部移転
2015年　クラフトバンドエコロジー協会全国総会を2015年より毎年開催
2015年　イッセイミヤケコラボ作品販売
2016年　目黒区美術館にてクラフトバンド作品展を2016年より毎年開催
2018年　東京国際フォーラムにて開催された21世紀アートボーダレス展2018に出展
2018年　文部科学省より社会通信教育として認定を受ける
2018年　商標登録：「クラフトバンド手芸」「つやつやバンド」「会社ロゴ2種類」
2019年　東京都美術館にて開催された21世紀アートボーダレス展2019に出展
2019年　国立新美術館で開催された21世紀アートボーダレス展JAPANにて「衆議院議員北村経夫賞」受賞
2020年　2月22日アメリカカリフォルニア州に現地法人設立

## 出版書籍
- カラークラフトで編むやさしいカゴcute and easy（2007年12月10日、自社出版）ISBN 978-4-904893-03-6
- ひさままCOLLECTIONクラフトバンド四つだたみ編み作品集（2008年12月10日、自社出版）ISBN 978-4-904893-04-3
- GEADUATION WORK COLLECTION KEA修了生作品集1（2009年2月5日、自社出版）ISBN 978-4-904893-05-0
- SATOKA WORK COLLECTION クラフトバンド作品集（2010年1月29日、自社出版）ISBN 978-4-904893-00-5
- GEADUATION WORK COLLECTION KEA修了生作品集2（2010年2月26日、自社出版）ISBN 978-4-904893-01-2
- GEADUATION WORK COLLECTION KEA修了生作品集3（2010年4月28日、自社出版）ISBN 978-4-904893-07-4
- 四つだたむ？（AMU？Series）（2010年8月20日、自社出版）ISBN 978-4-904893-02-9
- あじろあむ？（AMU？Series）（2011年2月28日、自社出版）ISBN 978-4-904893-06-7
- はじめる？（AMU？Series）（2012年2月17日、自社出版）ISBN 978-4-904893-09-8
- GEADUATION WORK COLLECTION KEA修了生作品集4（2012年3月31日、自社出版）ISBN 978-4-904893-11-1
- はじめてのかごとバッグ（AMU？Series）（2013年1月25日、牧野出版）ISBN 978-4-895001-63-2
- 四つだたみ編みのかごとバッグ（AMU？Series）（2013年1月26日、牧野出版）ISBN 978-4895001-64-9
- すぐ覚えたいあじろ編み（AMU？Series）（2013年3月29日、牧野出版）ISBN 978-4895001-66-3
- GEADUATION WORK COLLECTION KEA修了生作品集5（2013年4月24日、自社出版）ISBN 978-4904893-12-8
- はじめてのクラフトバンド手芸 おしゃれで楽しいかごとバッグ（2013年12月6日、朝日新聞出版）ISBN 978-4-021905-77-3
- 簡単！かわいい！クラフトバンドですぐできる！（2014年1月7日、学研プラス）ISBN 978-4-058001-92-9
- GEADUATION WORK COLLECTION KEA修了生作品集1＆2（2014年2月28日、自社出版）ISBN 978-4-904893-13-5
- GEADUATION WORK COLLECTION KEA修了生作品集6（2014年6月20日、自社出版）ISBN 978-4-904893-14-2
- 簡単！クラフトバンドで編むおしゃれなかご・こもの（2014年9月9日、学研プラス）ISBN 978-4-058003-61-9
- クラフトバンドで私らしいステキな毎日 はじめてつくる暮らしのかご＆こもの（2015年4月23日、総合法令出版）ISBN 978-4-862804-47-1
- GEADUATION WORK COLLECTION KEA修了生作品集7（2015年5月31日、自社出版）ISBN 978-4-904893-15-9
- クラフトバンドで作る毎日使いたいかご＆バッグ（2016年6月30日、きこ書房）ISBN 978-4-877713-44-7
- GEADUATION WORK COLLECTION KEA修了生作品集8（2016年4月28日、自社出版）ISBN 978-4-904893-16-6
- 初めてでも作れる！クラフトバンドのかご・バッグ＆こもの（2016年5月17日、学研プラス）ISBN 978-4-058006-39-9
- カラフルで華やかつやつやバンドとクラフトバンドの雑貨たち（2017年1月19日、きこ書房）ISBN 978-4-877713-60-7
- GEADUATION WORK COLLECTION KEA修了生作品集9（2017年4月25日、自社出版）ISBN 978-4-904893-17-3
- はじめてでも簡単！クラフトバンドで作る今日がときめくかご＆バッグ（2017年9月4日、きこ書房）ISBN 978-4-877713-75-1
- 暮らしを彩るクラフトバンド「四つだたみ編み」「花結び」でつくるバッグ＆小物30（2017年11月25日、徳間書店）ISBN 978-4198645-17-5
- クラフトバンド＆つやつやバンドで作るかご・バッグ・こもの（2018年3月13日、学研プラス）ISBN 978-4-058008-97-3
- GEADUATION WORK COLLECTION KEA修了生作品集10（2018年5月28日、自社出版）ISBN 978-4-904893-18-0
- クラフトバンドで誰でもできる！素敵なバッグ・かご・こもの（2018年9月6日、ダイヤモンド社）ISBN 978-4-478105-44-3
- あじろあむ？復刻版（AMU？Series）（2018年9月19日、自社出版）ISBN 978-4-904893-19-7
- 四つだたみ編みで作るクラフトバンドの和モダンなバッグとかご（2018年10月5日、誠文堂新光社）ISBN 978-4-416518-84-7
- 永遠(とわ)に紡ぐ―クラフトバンドの世界 Kraftband Ecology Association〈2019〉（2019年5月1日、New York Art）ISBN 978-4-902437-79-9
- GEADUATION WORK COLLECTION KEA修了生作品集11（2019年5月10日、自社出版）ISBN 978-4-904893-21-0
- クラフトバンドで編むほめられバッグ・かご・こもの（2019年5月17日、扶桑社）ISBN 978-4-594082-03-1
- 編み方いろいろ！クラフトバンド＆つやつやバンドのバッグ・かご・こもの（2020年1月23日、学研プラス）ISBN 978-4-058011-11-9
- あじろ編みの模様であそぶ クラフトバンドのバッグとかご（2020年3月12日、誠文堂新光社）ISBN 978-4-416519-59-2
- GEADUATION WORK COLLECTION KEA修了生作品集12（2020年4月10日、自社出版）ISBN 978-4-904893-22-7
- 四つだたむ？復刻版（AMU？Series）（2020年4月10日、自社出版）ISBN 978-4-904893-20-3
- クラフトバンド はじめの一歩VOL.1 だれでもつくれる平編みのやさしいかご（2020年9月1日、自社出版）ISBN 978-4-904893-23-4
- クラフトバンド はじめの一歩VOL.2 季節を楽しむかごとこもの12か月（2020年12月10日、自社出版）ISBN 978-4-904893-24-1
- カラーバリエーションサンプル付き新作クラフトバンド全集（2021年2月28日、徳間書店）ISBN 978-4-198651-96-1
- GEADUATION WORK COLLECTION KEA修了生作品集13（2021年4月10日、自社出版）ISBN 978-4-904893-25-8
- クラフトバンドで作るかご・バッグ・アクセサリー（2021年8月5日、玄文社）ISBN 978-4-905937-55-5
- おうちで作ろう！PPバンドとクラフトバンドのかご・バッグ・小物（2021年9月1日、ダイヤモンド社）ISBN 978-4-478114-14-8
- PPバンドでつくろうまいにち使えるカラフルバッグ（2021年10月20日、自社出版）ISBN 978-4-904893-26-5
- 六つ目編みで作るクラフトバンドのバッグとかご（2022年5月9日、誠文堂新光社）ISBN 978-4-416522-15-8
- GEADUATION WORK COLLECTION KEA修了生作品集14（2022年5月10日、自社出版）ISBN 978-4-904893-27-2
- PPバンドでつくる大人のかご・バッグ（2022年6月2日、学研プラス）ISBN 978-4-058018-25-5

## 掲載

### 書籍
- 「一歩前に踏み出す勇気を与える 女性経営者100人の言葉」（2012年7月31日、きこ書房）ISBN 978-4-877712-98-3
- 「DREAM―女性経営者100人の起業物語」（2012年11月1日、カナリアコミュニケーションズ）ISBN 978-4-778202-31-6
- 「しあわせを掴む起業のカタチ」（2014年11月29日、ダイヤモンド社）ISBN 978-4-478029-31-2
- 「新しいママの働き方」（2015年6月1日、アチーブメント出版）ISBN 978-4-905154-78-5
- 「NO BORDERS A TWENTY-FIRST CENTURY ART EXHIBIT RECOMMENDED　21世紀アート ボーダレス展JAPAN」（2019年12月1日、丸善出版）ISBN 978-4-902437-88-1
- 「これが私の生きる道！彼女がたどり着いた、愛すべき仕事たち」（2020年1月25日、世界文化社）ISBN 978-4-418206-00-1

### 雑誌
- 「CEO 社長情報 vol.7」（2013年4月30日、株式会社ブイネット・ジャパン）
- 「日経トップリーダー　2013年9月号」（2013年9月、日経BP社）
- 「CEO女性社長情報」（2014年3月7日、ブイネット・ジャパン）
- 「がんばりすぎない起業のための教科書」（2014年6月2日、日経BP社）
- 「月刊BOSS」（2015年10月22日、経営塾）
- 「CEO 社長情報 vol.23」（2016年1月20日、株式会社ブイネット・ジャパン）
- 「HERS 8月号」（2017年7月12日、光文社）
- 「アントレ 2017年秋号」（2017年9月27日、リクルートホールディングス）
- 「アントレ 2019年冬号」（2018年12月27日、リクルートホールディングス）
- 「アントレ 2019年春号」（2019年3月27日、リクルートホールディングス）
- 「eve magazine vol.1」（2019年6月22日、株式会社EVEチャンネル）
- 「STORY 2019年10月号」（2019年8月30日、光文社）
- 「女性セブン9/24・10/1合併号」（2020年9月10日、小学館）
- 「eve magazine vol.2」（2021年6月25日、株式会社EVEチャンネル）
- 「週刊SPA!9/20・27合併号」 (2022年9月13日、扶桑社)
- 「週刊女性・12月27日号」 (2022年12月13日、主婦と生活社)

### 新聞
- 共同通信社からの取材の記事が全国の新聞に掲載（2014年11月）
- 「フジサンケイビジネスアイ」（2017年3月28日、株式会社日本工業新聞社）
- 「読売新聞 夕刊」（2018年4月2日、読売新聞）
- 「千葉日報」（2019年1月11日、千葉日報）
- 「フジサンケイビジネスアイ」（2019年2月27日、株式会社日本工業新聞社）

### WEB
- 「百歳万歳 公式ウェブサイト」（2016年7月、株式会社エヌシィシィ）
- 「IDEAストーリー」（2017年10月、合同会社イデア・クリエイション）[3]
- 「LIMIA」（2017年10月、リミア株式会社）[4]
- 「Domani」（2019年7月〜8月、小学館）[5]
- 「マイナビニュース」（2020年7月18日、株式会社マイナビ）[6]
- 「THE HUMAN STORY」（2021年12月22日、BrandingLabo）[7]

### フリーペーパー
- 「SHANIMU Vol.45」（2013年11月30日、株式会社シャニム）

## 出演

### テレビ
- 「私の何がイケないの？」 (2013年5月14日、TBSテレビ)
- 「ビジネススタイル」 (2013年7月25日、千葉テレビ)
- 「にじいろジーン」 (2015年4月11日、フジテレビ系列)
- 「マツコ会議」 (2017年6月3日、日本テレビ系列)
- 「ウラマヨ!」 (2018年1月13日、関西テレビ)
- 「良かれと思って!」 (2018年1月24日、フジテレビ)
- 「新・情報7DAYSニュースキャスター」 (2018年6月16日、TBSテレビ系列)
- 「出張!加藤浩次の1億総コメンテーター～今のニッポン、どーなのよ!～」 (2018年6月17日、日本テレビ)
- 「ツッコむん会～我々、あの案件見逃しません!」 (2018年6月17日、朝日放送テレビ)
- 「深夜に発見!新ｓｈｏｃｋ感～一度おためしください～」 (2018年9月1日、テレビ東京)
- 「ZIP! 朝生ワイドす・またん!」 (2018年9月7日、読売テレビ)
- 「マルコポロリ!」 (2018年10月14日、関西テレビ)
- 「たけしのニッポンのミカタ!」 (2018年11月2日、テレビ東京系列)
- 「突撃!隣のスゴイ家」 (2018年11月22日、BSテレビ東京)
- 「ヒルナンデス!」 (2019年3月19日、日本テレビ系列)
- 「その他の人に会ってみた」 (2019年3月20日、TBSテレビ)
- 「あさパラ!」 (2019年5月18日、読売テレビ)
- 「億女のヒミツ」 (2019年8月10日、関西テレビ)
- 「若林ノブ秋山の揃いも揃って言ったコト」 (2019年10月10日、日本テレビ)
- 「MATSUぼっち」 (2020年1月15日・2月26日、フジテレビ系列)
- 「激レアさんを連れてきた。」 (2020年2月22日、テレビ朝日)
- 「ヒルナンデス!」 (2020年2月26日、日本テレビ系列)
- 「マツコ会議」 (2020年5月2日、日本テレビ系列)
- 「ウラマヨ!」 (2020年6月6日、関西テレビ)
- 「がっちりマンデー!!」 (2020年7月26日、TBSテレビ)
- 「今ちゃんの「実は…」」 (2020年7月29日、朝日放送テレビ)
- 「千葉の贈り物〜まごころ配達人〜」 (2020年10月25日、フジテレビ)
- 「日曜ビッグバラエティ」 (2021年2月7日、テレビ東京系列)
- 「ヒルナンデス!」 (2021年3月11日、日本テレビ)
- 「コレで豪邸建てました」 (2021年3月13日、フジテレビ)
- 「サタデープラス」 (2021年3月27日、TBSテレビ系列)
- 「エージェントーク＜水曜NEXT！＞」 (2021年4月28日・5月5日、フジテレビ)
- 「健康カプセル!ゲンキの時間」 (2021年11月7日、TBSテレビ系列)
- 「ぜにいたち」 (2021年11月21日、AbemaTV)
- 「THE TIME,」 (2021年12月2日、TBSテレビ系列)
- 「ゼロイチ」 (2022年7月9日、日本テレビ系列)
- 「ひるまえほっと」 (2022年8月22日、NHK総合テレビジョン)[8]
- 「ポップUP!」 (2022年9月7日、フジテレビ)
- 「杉村太蔵の情熱先生TV」 (2022年9月17日、TOKYO MX)
- 「ネコいぬワイドショー」 (2022年11月17日、BS朝日)

### ラジオ
- 「LOVE＆HOPE～ヒューマン・ケア・プロジェクト～」 (2013年12月20日、TOKYO FM)
- 「細川稀叶と女性プロデューサー」 (2015年7月18日、TOKYO FM)
- 「NHKジャーナル」 (2016年1月29日、NHKラジオ第1)
- 「社長チップスRADIO」 (2016年10月、株式会社ESSPRIDE)[9]
- 「幸せ de Night!!」 (2017年6月25日・7月2日、レインボータウンFM)

### セミナー
- 「ちば起業家交流会in茂原」(2017年12月19日、茂原市役所)[10]
- 「ちば起業家大交流会」(2018年1月30日、幕張メッセ)
- 「佐倉起業塾（入門編）」(2019年11月23日、千葉県佐倉市)
- 「専業主婦から社長になった私～私の人生、行動あるのみ！～」(2022年10月20日、大阪府岸和田市)[11]